# Bălcești
Bălcești és una ciutat situada al comtat de Vâlcea (Romania). La ciutat administra vuit pobles: Benești, Cârlogani, Gorunești, Chirculești, Irimești, Otetelișu, Preoțești i Satu Poieni. Es troba a la regió històrica d'Oltènia, al límit sud-oest del comtat, al límit amb els comtats de Dolj i Olt.
La ciutat es troba a la vora del riu Olteț, que neix de les muntanyes Căpățânii i el curs del qual travessa la localitat de nord a sud, a una distància de 21,5 km. Bălcești es troba a una distància igual d’uns 45 km de les ciutats de Balș, Drăgășani i Craiova, i la travessa la carretera nacional DN 65C per una longitud de 7 km.

## Referències

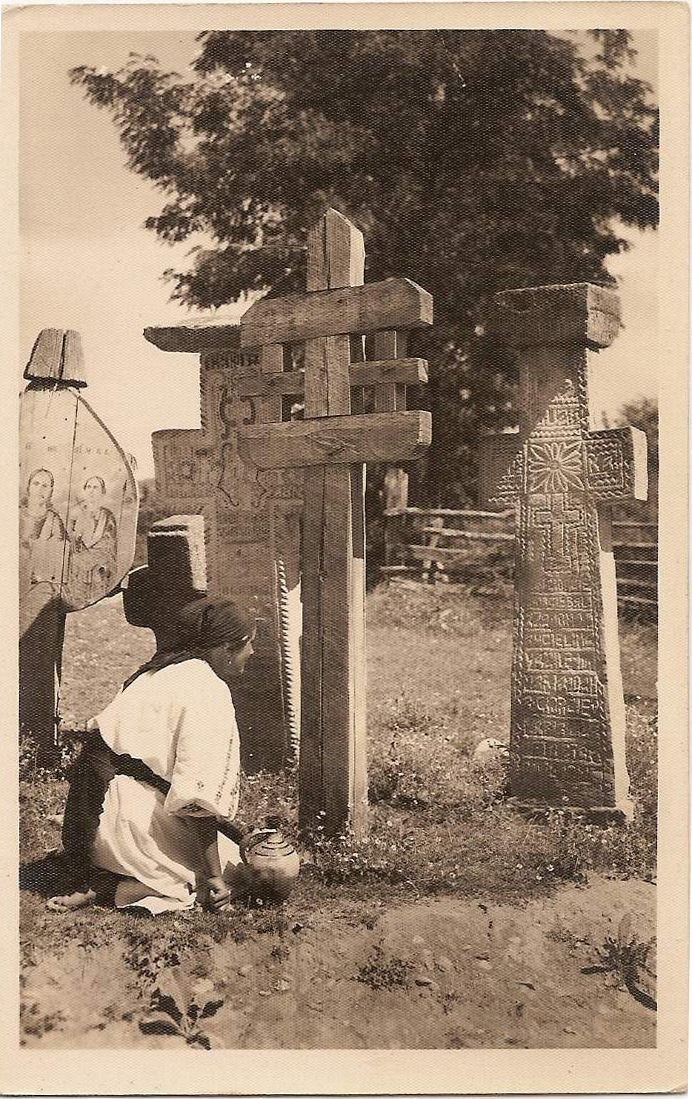
Creu a la carretera a Bălcești, 1930

## Fills il·lustres
- Barbu Bălcescu
- Petrache Poenaru